# Richard Heinberg
Richard Heinberg (1950) es un ecólogo y profesor universitario estadounidense, especializado en temas relacionados con los aspectos medioambientales y sociales del uso de energía y sus fuentes, y en particular, los relativos a las consecuencias resultantes de las teorías del agotamiento del petróleo. Es colaborador en el "Post Carbon Institute" de la ciudad californiana de Sebastopol.
Heinberg es autor de varias obras de divulgación entre las cuales se encuentran:
- The Party's Over: Oil, War, and the Fate of Industrial Societies (2003)
- Powerdown: Options and Actions for a Post-Carbon World
- The Oil Depletion Protocol: A Plan to Avert Oil Wars, Terrorism and Economic Collapse (2006)
- Peak Everything: Waking Up to the Century of Declines (2007).
- Fracking: el bálsamo milagroso (Icaria, Barcelona, 2014).

Heinberg ha propuesto un protocolo internacional para la gestión del agotamiento del petróleo con el objetivo de mitigar las repercusiones de la llegada del pico. La adopción del Protocolo significaría que "las naciones importadoras deberían pactar reducir sus importaciones de acuerdo a un porcentaje anual (Tasa de Agotamiento Mundial), mientras que los países exportadores deberían acordar reducir sus exportaciones de acuerdo a esa misma tasa". En una dirección similar se ha enfocado el Protocolo de Upsala.
Heinberg es, además, el editor de Museletter, el cual ha sido incluido en la lista anual de mejores newsletters alternativos de Utne Magazine. Ha aparecido en los documentales The End of Suburbia, The 11th Hour, Crude Impact, Oil, Smoke & Mirrors, Chasing God, What a Way to Go: Life at the End of Empire, The Great Squeeze , The Power of Community: How Cuba Survived Peak Oil y "A Farm for the Future".